# Il mio amore resta sempre Teresa/Rose rosse
Il mio amore resta sempre Teresa è un brano musicale cantato da Massimo Ranieri, pubblicato nel 1969. È una cover del brano Teresa, scritto da Albert Hammond e Lee Hazlewood e lanciato dal cantante irlandese Joe Dolan nel 1969, con il testo italiano di Daniele Pace. 
Il lato B del singolo è Rose rosse, riproposizione del brano già pubblicato come singolo nel 1968, ma in quella occasione passato inosservato. La canzone, proposta al Cantagiro del 1969, vince la manifestazione. Massimo Ranieri ripresenta la canzone anche a Canzonissima.
Il brano è stato inserito nel primo album del cantante, Massimo Ranieri, pubblicato nel 1970.
Esistono altre cover dell'originale di Dolan: Leapy Lee Teresa (1969) e Roger Cook Teresa (1970) in lingua inglese, Liliane Saint-Pierre Quand c'est fini, c'est fini (1970) in lingua francese, Jörgen Edman Teresa (1970) in lingua svedese.

## Tracce
Lato A
1. Il mio amore resta sempre Teresa – 2:39 (testo: Daniele Pace – musica: Albert Hammond e Lee Hazlewood) – (cover di Teresa)

Lato B
1. Rose rosse – 3:18 (Giancarlo Bigazzi e Enrico Polito)